# Bágyogszovát
Bágyogszovát (vyslovováno [báďogsovát]) je obec v Maďarsku v župě Győr-Moson-Sopron, spadající pod okres Csorna. Vznikla v roce 1950 sloučením dvou obcí Bágyog a Rábaszovát. Nachází se asi 7 km jihovýchodně od Csorny. V roce 2015 zde žilo 1 293 obyvatel, z nichž jsou 93,4 % Maďaři, 0,5 % Němci a 0,2 % Rumuni.
Sousedními vesnicemi jsou Barbacs, Bodonhely, Dör, Kóny a Rábapordány, sousedním městem Csorna.